# Juun Pieters
Pour les articles homonymes, voir Pieters.
Pas d'image ? Cliquez ici

a Compétitions nationales et continentales officielles uniquement.

Dernière mise à jour le 18 septembre 2024.
Juun Pieters, né le 9 mai 2001 aux Pays-Bas, est un joueur néerlandais de rugby à XV évoluant aux postes d'ailier et de centre avec le Stade aurillacois en Pro D2.

## Biographie

### Jeunesse et formation
Juun Pieters naît le 9 mai 2001 aux Pays-Bas. Originaire de Bois-le-Duc, il commence la pratique du rugby à XV à la Rugby Zuid Academy. En 2018, à l'âge de 17 ans, il déménage en France pour retrouver son frère Reinier, qui joue alors pour le RC Vichy. Pendant qu'il s'entraîne avec son frère, un recruteur de l'ASM Clermont Auvergne lui propose un essai pour les juniors Crabos. L'essai est concluant et il intègre le centre de formation, mais en raison du quota de joueurs étrangers, Pieters doit quitter le club auvergnat après une seule saison.
En 2019, Juun Pieters rejoint l'équipe espoirs du Stade aurillacois. Il est couronné champion de France espoirs en 2022, étant titulaire lors de la finale remportée contre le Stade toulousain. Il forme la paire de centres avec Hugo Bastard.
Durant la saison 2022-2023, il participe à l'édition 2022 du Supersevens sous les couleurs de l'ASM Clermont Auvergne, en prêt du Stade aurillacois,.

### Carrière professionnelle
Le 25 août 2023, Juun Pieters fait ses débuts en équipe première face au Soyaux Angoulême XV, en tant que titulaire au poste de second centre. Au cours de la saison 2023-2024, Pieters s'impose au sein de l'effectif professionnel, il fait preuve de polyvalence en couvrant les postes de centre et d'ailier, tout en disputant un total de 27 matchs. Lors de la dernière journée de Pro D2, il inscrit son premier essai contre l'US Montauban. À la fin de la saison, Juun Pieters signe un contrat professionnel d'une durée de quatre saisons avec le Stade aurillacois et obtient le statut JIFF le 1er juillet 2024.

## Vie privée
De nationalité néerlandaise, Juun Pieters parle couramment français et poursuit des études en licence STAPS à l'université Clermont-Auvergne. Son frère ainé, Reinier Pieters, effectue également sa carrière en France.

## Palmarès
- Vainqueur du Championnat de France espoirs en 2022 avec le Stade aurillacois.